# Warsaw (Minnesota)
Warsaw es un lugar designado por el censo ubicado en el condado de Rice en el estado estadounidense de Minnesota. En el Censo de 2010 tenía una población de 627 habitantes y una densidad poblacional de 283,14 personas por km².

## Geografía
Warsaw se encuentra ubicado en las coordenadas 44°15′5″N 93°23′25″O / 44.25139, -93.39028. Según la Oficina del Censo de los Estados Unidos, Warsaw tiene una superficie total de 2.21 km², de la cual 2.19 km² corresponden a tierra firme y (1.05%) 0.02 km² es agua.

## Demografía
Según el censo de 2010, había 627 personas residiendo en Warsaw. La densidad de población era de 283,14 hab./km². De los 627 habitantes, Warsaw estaba compuesto por el 96.81% blancos, el 0.16% eran afroamericanos, el 0% eran amerindios, el 0.48% eran asiáticos, el 0% eran isleños del Pacífico, el 0% eran de otras razas y el 2.55% pertenecían a dos o más razas. Del total de la población el 0.32% eran hispanos o latinos de cualquier raza.